# Andrés de Valdivia
Andrés de Valdivia y Salido (Úbeda, 1517- San Juan de Úbeda —actual Valdivia—, 25 de abril de 1575) fue un escribano y conquistador español de mediados del siglo xvi, muerto por los indios en la comarca de su gobernación en San Andrés de Cuerquia en 1575. Era escribano de Anserma.

## Biografía
Andrés de Valdivia nació en el barrio del Alcázar de la castellana ciudad de Úbeda, siendo sus padres Rodrigo de Valdivia e Inés Salido, y bautizado el 13 de enero de 1517. Casó en Úbeda con Juana de Loaisa y tuvo cuatro hijos llamados Luis, Luisa, María y Elena. Solo Luisa y Elena tuvieron descendencia.
En 1569 es nombrado por el rey de España gobernador y capitán general de las provincias del Nuevo Reino de Granada —la actual Colombia— de Antioquia, Ituango, Nive y Brenduco, la tierra entre los dos ríos y la provincia de Urabá hasta en mar del Norte.
De carácter exaltado y belicoso, se internó con sus huestes en las vertientes del norte de la Cordillera Central colombiana, y llegó en su exploración hasta la hoya del río Cauca, donde gobernaban los caciques Guarcama, Cuerpia, Pipimán, Ozeta, Maquira y Aguarizí. El 24 de junio de 1574 fundó en la Loma de Noava con el nombre de San Juan de Úbeda un asentamiento en recuerdo a su ciudad natal —en el entonces Reino de Jaén— en España.
Avanzado el siglo xvi, en marzo de 1575, cuando era gobernador de Antioquia y antes de que don Gaspar de Rodas fuera el siguiente gobernador de esta provincia, los guerreros del cacique Guarcama, de la etnia indígena de los nutabes, tras feroces combates, dieron muerte a Valdivia y todos sus soldados en una acción conocida como «la Matanza».
La muerte de Valdivia fue especialmente cruel. El jefe indígena insultó al gobernador, tratándolo de «bellaco gobernador, tú eres un perro y bellaco ladrón y como perro bellaco me lo tengo que comer ahora en pago de los males que ha hecho a mí y a los míos. Dele que yo me lo comeré a él ahora como conejo o venado, y que cuando su Rey envíe acá otros españoles, también habrá manos y dientes para ellos», según palabras de fray Pedro Simón, citado por Roberto Cadavid Misas en su Historia de Antioquia, quien finaliza diciendo: «Al punto arremetieron cuatro y, desnudándolo, le cortaron la cabeza y se bebían la sangre a cual más podía, como perros en el matadero. Hiciéronlo en un punto cuartos y le comieron los hígados allí luego, sin llegarlos al fuego, repartieron la carne entre los más principales». Los indígenas cortaron las cabezas de los españoles y las exhibieron en palos durante un buen tiempo como escarmiento. No obstante, poco después el gobernador Gaspar de Rodas tomaría represalias y acabaría con los indígenas.